# Isopentenyldiphosphat-Isomerase
Isopentenyldiphosphat-Isomerasen (IPPI) sind Enzyme, die die Umlagerung von Isopentenyldiphosphat (IPP) zu Dimethylallyldiphosphat (DMAPP) katalysieren und umgekehrt. Sie kommen in allen Lebewesen vor. Es gibt zwei nicht-homologe Typen der IPPI, Typ I kommt nur in Eukaryoten und manchen Bakterien vor, während der FMN-abhängige Typ in Bakterien und Archaeen zu finden ist. Für Tiere ist der Reaktionsschritt wichtig für die Cholesterinbiosynthese. Im Mensch gibt es zwei Isoformen, von denen die zweite nur in den Muskeln vorkommt.

## Katalysierte Reaktion
⇔ 
Isopentenyldiphosphat (IPP) und Dimethylallyldiphosphat (DMAPP) gehen ineinander über.